# Pelutho
Pelutho – przysiółek w Anglii, w Kumbrii, w dystrykcie (unitary authority) Cumberland. Leży 29 km na zachód od miasta Carlisle i 428 km na północny zachód od Londynu.